# Statio aquarum
Statio aquarum, o "edifício dos aquedutos", era uma estrutura localizada no Fórum Romano, entre a Fonte de Juturna, o Templo de Vesta e a Casa das Vestais, no rione Campitelli de Roma.

## História
O edifício apresenta paredes de várias fases históricas, do final da era republicana até o reinado de Constantino I, e só foi possível identificá-lo graças a duas inscrições num cipo conservado em um dos recintes. Uma relata a dedicação de uma estátua de Constantino por Flávio Mécio Egnácio Loliano, curador acquarum et Minuciae, e a outra recordando que o próprio Flávio viveu no local em 328. Antigamente o escritório deste curador ficava perto da Área sacra do Largo di Torre Argentina.
Antes disto, ficavam no local tabernas construídas em opus incertum em época republicana. Dali partia também uma rampa que subia até o Palatino. Em seguida o conjunto foi inteiramente refeito em tijolos e pavimentado com um mosaico branco e preto da época constantiniana. Originalmente, a estrutura era decorada por várias estátuas, como a de Esculápio, ainda hoje in situ (uma recordação das virtudes curativas da água), e uma de Apolo, atualmente no Antiquário Forense.